# Anomala sabana
Anomala sabana är en skalbaggsart som beskrevs av Ohaus 1916. Anomala sabana ingår i släktet Anomala och familjen Rutelidae. Inga underarter finns listade i Catalogue of Life.